# Pustověty
Pustověty är en ort i Tjeckien. Den ligger i regionen Mellersta Böhmen, i den centrala delen av landet, 40 km väster om huvudstaden Prag. Pustověty ligger 289 meter över havet och antalet invånare är 162.
Terrängen runt Pustověty är platt åt nordväst, men åt sydost är den kuperad. Pustověty ligger nere i en dal. Runt Pustověty är det glesbefolkat, med 19 invånare per kvadratkilometer. Närmaste större samhälle är Rakovník, 7,8 km nordväst om Pustověty. I omgivningarna runt Pustověty växer i huvudsak blandskog.